# 2.ª etapa do Giro d'Italia de 2021
A 2.ª etapa do Giro d'Italia de 2021 teve lugar a 9 de maio de 2021 entre Stupinigi e Novara sobre um percurso de 179 km e foi vencida ao sprint pelo belga Tim Merlier da equipa Alpecin-Fenix. O italiano Filippo Ganna conseguiu manter o maillot de líder.

## Classificação da etapa
| Stupinigi - Novara | etapa plana | (179 km) |

| \| Classificação por etapas \| Classificação por etapas \| Classificação por etapas \| Classificação por etapas \| Classificação por etapas \| \| Ciclista \| Ciclista \| Equipe \| Tempo \| \| \| ------------------------ \| ------------------------ \| ------------------------ \| ------------------------ \| ------------------------ \| \| 1. \| Tim Merlier \| Alpecin-Fenix \| 4h21m09s \| \| \| 2. \| Giacomo Nizzolo \| Qhubeka Assos \| + 0s \| \| \| 3. \| Elia Viviani \| Cofidis \| + 0s \| \| \| 4. \| Dylan Groenewegen \| Jumbo-Visma \| + 0s \| \| \| 5. \| Peter Sagan \| Bora-Hansgrohe \| + 0s \| \| \| 6. \| Matteo Moschetti \| Trek-Segafredo \| + 0s \| \| \| 7. \| Filippo Fiorelli \| Bardiani CSF Faizanè \| + 0s \| \| \| 8. \| Lawrence Naesen \| AG2R Citroën Team \| + 0s \| \| \| 9. \| Davide Cimolai \| Israel Start-Up Nation \| + 0s \| \| \| 10. \| Caleb Ewan \| Lotto-Soudal \| + 0s \| \| |                   |                        |          |
| |                   |                        |          |
| Fonte: ProCyclingStats |                   |                        |          |
| Classificação por etapas |                   |                        |          |
| Ciclista | Ciclista          | Equipe                 | Tempo    |
| 1. | Tim Merlier       | Alpecin-Fenix          | 4h21m09s |
| 2. | Giacomo Nizzolo   | Qhubeka Assos          | + 0s     |
| 3. | Elia Viviani      | Cofidis                | + 0s     |
| 4. | Dylan Groenewegen | Jumbo-Visma            | + 0s     |
| 5. | Peter Sagan       | Bora-Hansgrohe         | + 0s     |
| 6. | Matteo Moschetti  | Trek-Segafredo         | + 0s     |
| 7. | Filippo Fiorelli  | Bardiani CSF Faizanè   | + 0s     |
| 8. | Lawrence Naesen   | AG2R Citroën Team      | + 0s     |
| 9. | Davide Cimolai    | Israel Start-Up Nation | + 0s     |
| 10. | Caleb Ewan        | Lotto-Soudal           | + 0s     |

## Classificações ao final da etapa
- As classificações finalizaram da seguinte forma:[2]

### Classificação geral(Maglia Rosa)
| \| Classificação geral \| Classificação geral \| Classificação geral \| Classificação geral \| Classificação geral \| \| Ciclista \| Ciclista \| Equipe \| Tempo \| \| \| ------------------- \| ------------------- \| ---------------------- \| ------------------- \| ------------------- \| \| 1. \| Filippo Ganna \| Ineos Grenadiers \| 4h29m53s \| \| \| 2. \| Edoardo Affini \| Jumbo-Visma \| + 13s \| \| \| 3. \| Tobias Foss \| Jumbo-Visma \| + 16s \| \| \| 4. \| Remco Evenepoel \| Deceuninck-Quick Step \| + 20s \| \| \| 5. \| João Almeida \| Deceuninck-Quick Step \| + 20s \| \| \| 6. \| Rémi Cavagna \| Deceuninck-Quick Step \| + 21s \| \| \| 7. \| Jos van Emden \| Jumbo-Visma \| + 21s \| \| \| 8. \| Max Walscheid \| Qhubeka Assos \| + 22s \| \| \| 9. \| Matthias Brändle \| Israel Start-Up Nation \| + 25s \| \| \| 10. \| Gianni Moscon \| Ineos Grenadiers \| + 26s \| \| |                  |                        |          |
| |                  |                        |          |
| Fonte: ProCyclingStats |                  |                        |          |
| Classificação geral |                  |                        |          |
| Ciclista | Ciclista         | Equipe                 | Tempo    |
| 1. | Filippo Ganna    | Ineos Grenadiers       | 4h29m53s |
| 2. | Edoardo Affini   | Jumbo-Visma            | + 13s    |
| 3. | Tobias Foss      | Jumbo-Visma            | + 16s    |
| 4. | Remco Evenepoel  | Deceuninck-Quick Step  | + 20s    |
| 5. | João Almeida     | Deceuninck-Quick Step  | + 20s    |
| 6. | Rémi Cavagna     | Deceuninck-Quick Step  | + 21s    |
| 7. | Jos van Emden    | Jumbo-Visma            | + 21s    |
| 8. | Max Walscheid    | Qhubeka Assos          | + 22s    |
| 9. | Matthias Brändle | Israel Start-Up Nation | + 25s    |
| 10. | Gianni Moscon    | Ineos Grenadiers       | + 26s    |

### Classificação por pontos(Maglia Ciclamino)
| Classificação por pontos | Classificação por pontos | Classificação por pontos    | Classificação por pontos | Classificação por pontos |
| Ciclista                 | Ciclista                 | Equipe                      | Pontos                   |                          |
| ------------------------ | ------------------------ | --------------------------- | ------------------------ | ------------------------ |
| 1.                       | Tim Merlier              | Alpecin-Fenix               | 50 pts                   |                          |
| 2.                       | Giacomo Nizzolo          | Qhubeka Assos               | 35 pts                   |                          |
| 3.                       | Elia Viviani             | Cofidis                     | 30 pts                   |                          |
| 4.                       | Dylan Groenewegen        | Jumbo-Visma                 | 18 pts                   |                          |
| 5.                       | Peter Sagan              | Bora-Hansgrohe              | 17 pts                   |                          |
| 6.                       | Filippo Ganna            | Ineos Grenadiers            | 15 pts                   |                          |
| 7.                       | Filippo Tagliani         | Androni Giocattoli-Sidermec | 12 pts                   |                          |
| 8.                       | Edoardo Affini           | Jumbo-Visma                 | 12 pts                   |                          |
| 9.                       | Matteo Moschetti         | Trek-Segafredo              | 12 pts                   |                          |
| 10.                      | Filippo Fiorelli         | Bardiani CSF Faizanè        | 10 pts                   |                          |

### Classificação da montanha(Maglia Azzurra)
| Classificação da montanha | Classificação da montanha | Classificação da montanha   | Classificação da montanha | Classificação da montanha |
| Ciclista                  | Ciclista                  | Equipe                      | Pontos                    |                           |
| ------------------------- | ------------------------- | --------------------------- | ------------------------- | ------------------------- |
| 1.                        | Vincenzo Albanese         | Eolo-Kometa                 | 3 pts                     |                           |
| 2.                        | Filippo Tagliani          | Androni Giocattoli-Sidermec | 2 pts                     |                           |
| 3.                        | Umberto Marengo           | Bardiani CSF Faizanè        | 1 pt                      |                           |

### Classificação dos jovens(Maglia Bianca)
| Classificação dos jovens | Classificação dos jovens | Classificação dos jovens | Classificação dos jovens | Classificação dos jovens |
| Ciclista                 | Ciclista                 | Equipe                   | Tempo                    |                          |
| ------------------------ | ------------------------ | ------------------------ | ------------------------ | ------------------------ |
| 1.                       | Filippo Ganna            | Ineos Grenadiers         | 4h29m53s                 |                          |
| 2.                       | Edoardo Affini           | Jumbo-Visma              | + 13s                    |                          |
| 3.                       | Tobias Foss              | Jumbo-Visma              | + 16s                    |                          |
| 4.                       | Remco Evenepoel          | Deceuninck-Quick Step    | + 20s                    |                          |
| 5.                       | João Almeida             | Deceuninck-Quick Step    | + 20s                    |                          |
| 6.                       | Aleksandr Vlasov         | Astana-Premier Tech      | + 27s                    |                          |
| 7.                       | David Dekker             | Jumbo-Visma              | + 35s                    |                          |
| 8.                       | Mikkel Honoré            | Deceuninck-Quick Step    | + 36s                    |                          |
| 9.                       | Samuele Battistella      | Astana-Premier Tech      | + 36s                    |                          |
| 10.                      | Matteo Sobrero           | Astana-Premier Tech      | + 36s                    |                          |

### Classificação por equipas"Súper team"
| Classificação por equipes | Classificação por equipes | Classificação por equipes | Classificação por equipes |
| Equipe                    | Equipe                    | Tempo                     |                           |
| ------------------------- | ------------------------- | ------------------------- | ------------------------- |
| 1.                        | Jumbo-Visma               | 13h30m29s                 |                           |
| 2.                        | Ineos Grenadiers          | + 9s                      |                           |
| 3.                        | Deceuninck-Quick Step     | + 13s                     |                           |
| 4.                        | Israel Start-Up Nation    | + 38s                     |                           |
| 5.                        | Qhubeka Assos             | + 41s                     |                           |
| 6.                        | Astana-Premier Tech       | + 47s                     |                           |
| 7.                        | UAE Team Emirates         | + 52s                     |                           |
| 8.                        | Bahrain Victorious        | + 1m01s                   |                           |
| 9.                        | EF Education-Nippo        | + 1m02s                   |                           |
| 10.                       | Movistar Team             | + 1m06s                   |                           |

## Abandonos
- Krists Neilands não tomou a saída depois de sofrer uma queda ao termo da etapa anterior.[3]